# 井和村
井和村（いわむら）は、かつて愛知県海東郡にあった村。
現在のあま市七宝町の中部（七宝町秋竹・七宝町桂・七宝町川部・七宝町下田）に該当する。

## 歴史
- 1889年（明治22年）10月1日 - 秋竹村、桂村、川部村、下田村が発足。
- 1890年（明治23年）10月1日 - 秋竹村、桂村、川部村、下田村が合併し、井和村が発足。
- 1906年（明治39年）7月1日 - 宝村、伊福村と合併し、七宝村発足。同日井和村は廃止。